# Juan Crisóstomo Ramírez Alamanzón
Juan Crisóstomo Ramírez Alamanzón (Aliaguilla, Cuenca, 1759?-Griñón, Madrid, 8 de junio de 1814) fue un bibliotecario de Carlos IV y bibliotecario mayor de Fernando VII, presbítero, rector del seminario conciliar de Cuenca, académico, secretario perpetuo y bibliotecario de la Real Academia Española.

## Trayectoria
Hijo de Joaquín Ramírez y de Rosa Alamanzón, se hace presbítero en 1781 tras su paso por el seminario conciliar de san Julián, en Cuenca. Estudia en la Universidad de Valencia, donde se hace bachiller en cánones en 1785, y, al volver al seminario, es rector del mismo entre 1786 y 1790. En este último año se traslada a Requena como beneficiado de su iglesia. Su vida dio un giro cuando fue designado secretario de cámara del Inquisidor General en septiembre de 1793. Desde abril de ese año, había nuevo inquisidor general, Manuel Abad y Lasierra, un erudito benedictino que le quiso tener a su lado. A partir de 1790 fue Ramírez académico honorario de la Real Academia Española y, al año siguiente, era supernumerario, hasta que en mayo de 1794 se convirtió en numerario. Desde entonces, fue bibliotecario de la institución hasta noviembre de 1808, y secretario hasta su fallecimiento, al ser cargo perpetuo. En Madrid alcanzó las dignidades de contador de la Inquisición de corte, en 1800, y en 1803 le vemos como supernumerario de la Real Academia de la Historia por sus labores de investigación sobre Fernando IV El Emplazado. Hacia 1807 es canónigo de la catedral de Palencia, pero renuncia en 1810 por no querer moverse de Madrid. Adquiere prestigio como bibliotecario por su trabajo en la Real Academia Española y el minucioso índice de la misma que elaboraba y, gracias a ello, sería propuesto para la biblioteca real privada por el entonces arzobispo abad de san Ildefonso, Félix Amat, confesor de Carlos IV, y el entonces bibliotecario mayor de la Real Pública, Pedro de Silva Sarmiento. Llegaría a ser bibliotecario mayor de las dos reales bibliotecas, la pública y la privada, si bien José I le cesaría en 1811 de la primera para premiar la lealtad política de Leandro Fernández de Moratín, que tanto anhelaba el cargo. A cambio, le compensó con un canonicato y maestrescolía en la catedral de Sevilla, que no quiso, y renunció a él. Finalmente, moriría como bibliotecario mayor de la Real Pública, ya con Fernando VII, además de serlo de la privada. Hombre de amistades cultas, hizo testamento el 18 de mayo de 1814, y en el mismo dejaba como testamentarios al helenista Antonio Ranz Romanillos, al cartógrafo Tomás Mauricio López y a Mauricio de Cano y Llano, conserje en la Real Academia Española, para que cumplieran sus mandas. Murió el 8 de junio de ese año.

## Labor en la Real Biblioteca
Su actuación en la Librería de Cámara, antecedente de la hoy Real Biblioteca, tanto antes de la Guerra de la Independencia, como después, hasta su muerte en 1814, fue positiva. La primera ocupación relevante en la real privada es hacer la tasación e índices de la voluminosa librería del I Conde de Gondomar, don Diego Sarmiento de Acuña (1567-1626), formada a fines del XVI y primeras décadas del XVII y que permanecía en Valladolid, en la llamada Casa del Sol. Carlos IV la adquiere a su sucesor el marqués de Malpica, Manuel Fernández de Córdoba Pimentel, si bien la pagará ya de su bolsillo secreto Fernando VII. El 16 de julio de 1807 Carlos IV le nombra bibliotecario real tras su importante labor el año anterior. En efecto, en 1806 ingresa en la real privada la biblioteca gondomariense, y asimismo se incorporan otros fondos relevantes, como los de los Colegios Mayores de Salamanca y diversas colecciones procedentes de la Secretaría de Gracia y Justicia de Indias. Eran las de Francisco de Zamora, Manuel José de Ayala, Juan Bautista Muñoz, José Antonio de Areche o la de Dionisio de Alcedo Herrera, estas últimas de importante carácter americanista por la cantidad y calidad de manuscritos relativos al Nuevo Mundo, especialmente la de Ayala. En el cometido de recepcionar y ordenar estas colecciones no estuvo solo y hubo otros bibliotecarios, como José Ángel Álvarez Navarro, bibliotecario de Cámara desde julio de 1803.
Tras convertirse Fernando VII en monarca, en marzo de 1808, sigue en su cargo y le nombra bibliotecario mayor de la Real Biblioteca Pública, hoy Biblioteca Nacional, tras renunciar Silva, con la asignación de ocuparse de la Librería de Cámara igualmente, hasta su cese por José I. Hay que tener presente que la librería de Cámara bajo Carlos III no era especialmente voluminosa y que bajo Carlos IV, sobre todo con los ingresos referidos, se acrecienta enormemente, sabiendo hacer frente a ello Ramírez Alamanzón. Bajo la ocupación francesa se siguió trabajando en la real privada, de hecho los mejores artífices en el arte de la encuadernación laboraron para vestir piezas para José I y su mujer Marie July Clary, pese a que ésta nunca estuvo en Madrid, pero en el período final hubo ciertos desórdenes que solventó Ramírez. Hasta tiempos de la reina viuda María Cristina de Borbón-Dos Sicilias, la librería regia se hallaba en el ángulo opuesto al actual, en la llamada "ala de san Gil", enfrente de la actual catedral de la Almudena. Ramírez llevó a cabo un ambicioso programa de encuadernación, para ligaciones tanto de lujo como de uso, pues se quitaron mayoritariamente los pergaminos de las piezas ingresadas los años anteriores y se pusieron unas pastas valencianas muy frecuentes en la Real Biblioteca, con orla dorada, éstas en el llamado taller de Juego de Pelota. Entre estos encuadernadores destacaron Santiago Martín Sanz (1775-1828) y Antonio Suárez Jiménez (1770-1836), tan prolíficos como dominadores de su oficio y que realizaron lo mismo trabajos de arte que las indicadas pastas. Con la muerte de Fernando VII y el posterior traslado de la biblioteca al actual ángulo de Palacio, se daría comienzo a una nueva época de la misma, la cual tiene sus cimientos en la labor de Ramírez Alamanzón.